# Duosperma sessilifolium
Duosperma sessilifolium är en akantusväxtart som först beskrevs av Gustav Lindau, och fick sitt nu gällande namn av Richard Kenneth Brummitt. Duosperma sessilifolium ingår i släktet Duosperma och familjen akantusväxter. Inga underarter finns listade i Catalogue of Life.